# اندیس نخانده کوه (۱)
نخانده کوه(۱) یک اندیس  است که در حوالی شهر نهبندان استان سیستان و بلوچستان قرار دارد   